# Ballynahinch (Galway)
Ballynahinch (Iers: Baile na hInse) is een plaats in het Ierse graafschap Galway. In het dorp staat Ballynahinch Castle, uit de zeventiende eeuw, dat sinds 1946 in gebruik is als hotel.